# Kościół św. Jerzego w Dublinie
Kościół św. Jerzego w Dublinie – anglikański kościół należący do Kościoła Irlandii, zlokalizowany przy George's Place w Dublinie.

## Historia i architektura

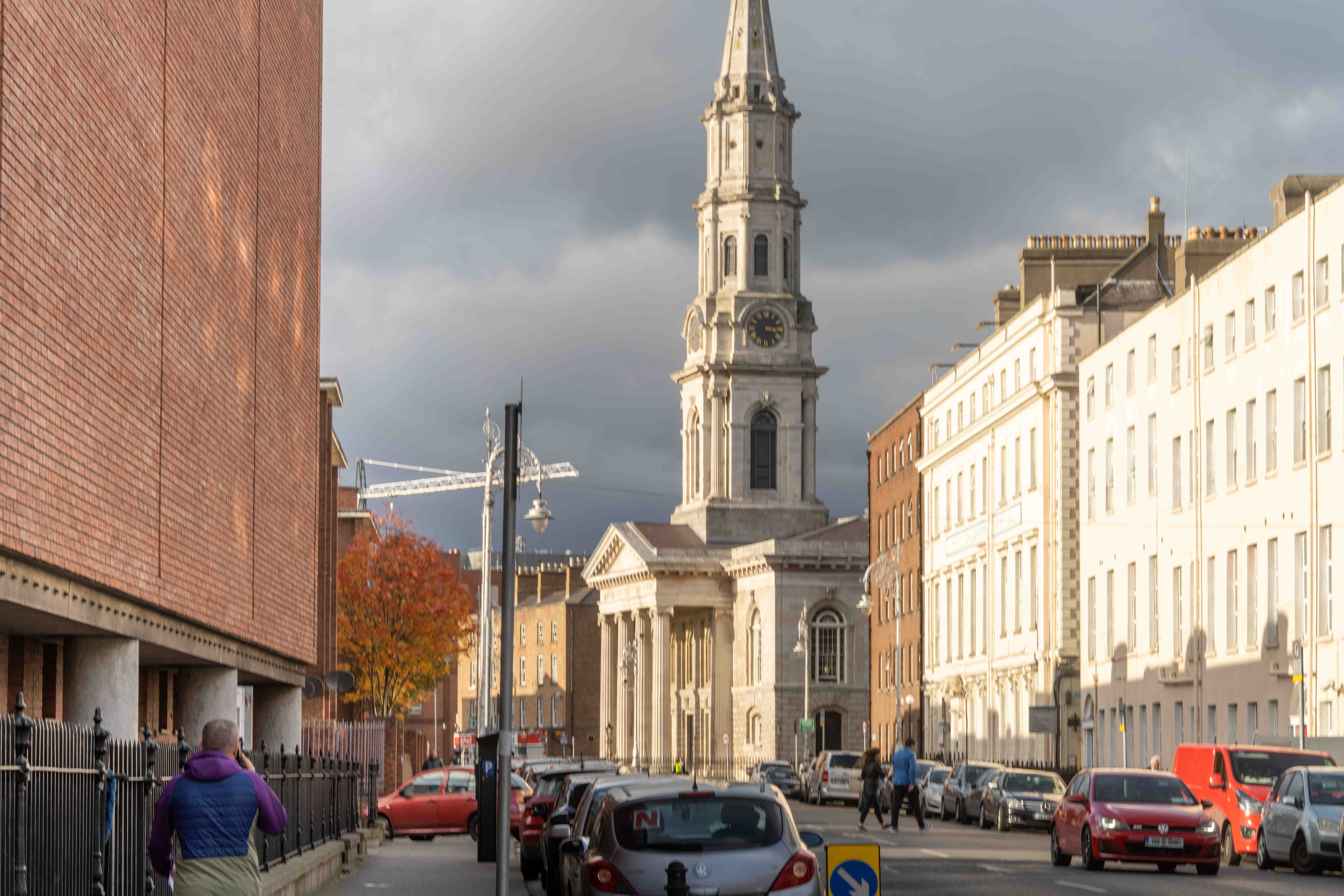
Kontekst urbanistyczny

Obiekt został wzniesiony w stylu neoklasycznym z częściowo boniowanych ciosów granitowych w latach 1802-1814 według projektu Francisa Johnstona (należy do jego najbardziej udanych dzieł). Od frontu zdobi go joński portyk i trzykondygnacyjna, smukła wieża. Kościół kryty jest czterospadowym dachem pokrytym łupkiem. Iglica wieży i fronton portyku wykonane są z wapienia portlandzkiego. Wieża osadzona jest na granitowej podstawie z ciosów zlokalizowanej tuż za portykiem. Elewacja frontowa jest pięcioosiowa. Cztery żłobkowane kolumny jońskie podtrzymują architraw z fryzem, na którym umieszczono grecki napis: „Chwała Bogu na wysokościach”. Elewacje boczne (wschodnia i zachodnia) są pięcioosiowe.
Świątynia jest salowa, wejście do wnętrza poprzedza ośmiokątny przedsionek flankowany eliptycznymi sieniami ze schodami na galerię. Prezbiterium zostało przebudowane pod koniec XIX wieku przez Thomasa Drewa.